# Naikan
Il Naikan (jap.内観 Nai = dentro, kan = guardare) è una pratica che nasce in Giappone nella seconda metà del novecento con lo scopo di riflettere su sé stessi e sul proprio passato al fine di modificare il proprio futuro. Il metodo si basa su tre domande da affrontare in un ritiro meditativo.

## Struttura del naikan
Il naikan è un ritiro dalla vita quotidiana per 7 giorni in un luogo silenzioso e protetto, possibilmente in un centro naikan, con lo scopo di un'autoriflessione sulle tre domande del naikan, ovvero una profonda osservazione delle persone o delle attività importanti della propria vita attraverso le tre domande del naikan:
1. Che cosa ha fatto la persona per me?
2. Che cosa ho fatto io per la persona?
3. Quale difficoltà ho creato io alla persona?

La "quarta domanda", che sarebbe “quale difficoltà ha creato la persona a me?” non viene posta per evitare una vittimizzazione e un'alienazione della responsabilità del soggetto.
Le tre domande vengono poste con riferimento a determinati periodi della vita: dalla nascita fino al momento attuale o fino alla morte della persona.
Il naikan viene esercitato con l’accompagnamento empatico da parte di un maestro che non giudica, non impone risposte e che aiuta nel percorso senza dare consigli né soluzioni. La persona viene rispettata e lasciata in uno spazio mentale neutro che permette una scelta personale di valutazione e di analisi di sé.

## Gli effetti di Naikan
Il naikan può portare a effetti positivi sulla psiche e sullo spirito. Molti partecipanti dichiarano di essersi riappacificati con il proprio passato, di essere maggiormente connessi con la società e di aver avuto miglioramenti inaspettati e duraturi di disturbi psicologici e psicosomatici; acquistano consapevolezza di aver beneficiato di molte esperienze e situazioni e la conseguente gratitudine porta ad un desiderio di restituzione di quanto ricevuto.
Il naikan non impone risultati o schemi fissi di lavoro, ma dà la possibilità di trovare soluzioni dentro sé stessi, che sono diverse per ciascuno in quanto derivano da una rielaborazione dei propri personali pensieri e sentimenti.
Uno studio giapponese risalente agli anni sessanta dimostra che la frequentazione del naikan da parte di soggetti che hanno commesso reati, comporta una diminuzione di recidiva del 50%.
Dal 2003 in Bassa Sassonia, il carcere, in collaborazione con l’Università di Hannover, dà la possibilità di frequentare i corsi di naikan, essendo l’esperimento ancora in corso, sono disponibili risultati solo parziali di tale iniziativa.
Uno studio tedesco compiuto all’interno di alcune istituzioni penitenziarie germaniche (J. Beck, 2012) mette in evidenza che i partecipanti acquistano consapevolezza di sé stessi, risultano maggiormente collaborativi e integrati sia tra loro che con l’amministrazione, inoltre vi è una maggiore disponibilità a sottoporsi a cure per la guarigione dalla tossicodipendenza.
Dal 2002 al 2006 in una scuola di Brema è stato inserito il programma naikan nel piano di studi.

## La Storia
Ishin Yoshimoto (1916 -1988), manager e predicatore laico giapponese, tra il 1938 e il 1965, dopo aver avuto una profonda esperienza spirituale, creò il metodo naikan per dare la possibilità a tutti di lavorare sulla propria interiorità senza alcun coinvolgimento religioso né psicologico.
A Nara, sua città di origine, insieme alla moglie Kinuko Yoshimoto (1920-2000), aprì il primo centro naikan, in cui lavorò fino alla morte nel 1988.
Il primo successo arrivò nel 1953 quando il naikan fu sperimentato nel carcere di Nara e successivamente fu introdotto in altri carceri giapponesi.
Nel 1974 a Gasshoen fu inaugurato il secondo centro naikan e poi molti altri. Attualmente in Giappone ci sono circa 40 centri.
All'inizio degli anni ‘70 vi furono i primi esperimenti di naikan in Europa: a Parigi lo psicologo giapponese Takino organizzò quattro naikan con una persona ciascuno.
In Germania, il cappellano evangelico del carcere Lothar Finkbeiner alla fine degli anni ‘70 offrì per dieci anni la possibilità di prendere parte alla pratica naikan nel carcere di sua competenza a Vechta.
Nel 1978 vi fu il primo congresso nazionale di naikan in Giappone, da allora vi è ogni anno.
Nel 1980 nel centro buddistico di Scheibbs, Franz Ritter, che aveva conosciuto il naikan in Giappone, organizzò il primo incontro di naikan aperto a tutti fuori dal Giappone. Fu guidato del professor Akira Ishii.
Il primo naikan negli Stati Uniti venne offerto nel 1981 dallo scrittore e psicologo David K. Reynolds.
In Germania nel 1983 lo psicologo Karl Peter Breuer, con la supervisione del professor Akira Ishii, organizzò il primo ritiro naikan.
In Italia la prima esperienza fu nel 1985 in Alto Adige.
In Giappone il naikan rientra tra le possibilità di cura della tossicodipendenza, e dal 1986 viene offerto anche nei paesi germanofoni da due strutture terapeutiche (Erlenhof, in Austria e Hof Fleckenbühl, in Germania).
Nel 1986 nacque in Austria il primo centro naikan fuori dal Giappone: il “Neue Welt Institut”, istituito da Franz Ritter, e l’anno successivo, in Germania, un centro istituito da Gerald Steinke (1953-2010). In seguito vennero fondati altri centri Naikan in Europa e negli Stati Uniti, in Inghilterra nel 1989, in Svizzera nel 1992, in Spagna nel 1996 e anche in Cina negli ultimi 10 anni.
Nel 1991 fu costituita l'International Naikan Association, INA in occasione del primo congresso internazionale di naikan a Tokyo.
In Asia il naikan viene offerto anche nelle Filippine, a Taiwan, in Nepal, in Cina, in Thailandia, in Cambogia, in Corea del Sud; inoltre in Canada, Australia e Brasile.